# La voz de su amo
La voz de su amo és una pel·lícula espanyola del gènere policíac del 2001 dirigida per Emilio Martínez Lázaro. Tot i que el propi director la considera "la pel·lícula completa que ha fet" ha estat una de les que menys ha recaptat en taquilla.

## Sinopsi
El 1980 Charli, un noi de trenta anys que viu a Bilbao en un entorn marcat per la corrupció i les accions d'ETA, havia estat una promesa del futbol però una lesió el va deixar fora i ara té ànima de perdedor, solitari i trist i amb un sentit de la fidelitat un xic ingenu. Treballa com a xofer i guardaespatlles d'Oliveira, un atractiu empresari sense escrúpols d'origen portuguès i amic íntim del subcomissari Sacristán; també té una amant ionqui, Katy. Un dia Oliveira encarrega a Charli que protegeixi la seva filla Marta, adolescent capritxosa que ha estat amenaçada de mort pels enemics d'Oliveira. La trama s'enreda en enamorar-se de Marta.

## Repartiment
- Eduard Fernández - Charli
- Joaquim de Almeida - Oliveira
- Imanol Arias - Sacristán
- Silvia Abascal - Marta
- Ana Otero - Katy
- Joseba Apaolaza - Sainz
- Pepo Oliva - Sierra

## Premis
Mentre que Eduard Fernández fou guardonat per aquest paper (i alguns altres) a la 46a edició dels Premis Sant Jordi de Cinematografia, Imanol Arias ho fou als Premis Turia de 2002.